# Lanthus vernalis
Lanthus vernalis är en trollsländeart som beskrevs av Frank Louis Carle 1980. Lanthus vernalis ingår i släktet Lanthus och familjen flodtrollsländor. Inga underarter finns listade i Catalogue of Life.